# Giuseppe Santamato
Giuseppe Santamato (Bari, 29 novembre 1929) è un ex calciatore italiano, di ruolo centrocampista.

## Carriera
Disputò tre campionati di Serie A con il Bari totalizzando 9 presenze in massima serie. Nella stagione 1950-1951, dopo aver disputato una gara con i pugliesi, militò nel Seregno dove mise a segno 2 reti in 9 partite.